# ジェンダー・セルフID

ジェンダー・セルフID制度導入国・州。上記は一部の国を除き、国家単位の区分であるため、行政区画単位ではマークしていない。アメリカ合衆国は部分的に赤色となっているが、これは州単位で法律が異なることにある。灰色であるテキサス州などのように未手術の法的性別変更を明確に禁止している州もある。

ジェンダー・セルフID（Gender self-identification）とは、トランスジェンダーが法的性別を医学的要件なしに性自認によって変更できる法制度のことであり、セルフID（self-ID policy）と通称される。精神科医の診断など医師による関与を無くし、性自認基準とする制度導入は、トランスジェンダー権利運動の主要な論点の一つである。

## 概要
トランスジェンダーの権利を主張する団体・それを支持する左派やリベラル派が、トランスジェンダーの権利擁護などを目的として、法的性別変更手続きに際して、精神科医による精神医学的アセスメント、「性別違和または性別不合の診断」といった医師の関与義務・医療要件を廃止して、性自認のみでできるようにすべきと主張している。一方、反対派は、セルフIDで法的性別変更が可能となることによって、性犯罪目的の男がトランスジェンダー女性を装い悪用するリスクがある、女性用DVシェルターや女子刑務所等での安全性が低下することへの懸念、およびスポーツ競技での公平性に悪影響が及ぶ恐れなどをあげ反対している。2024年には米国左派政党である民主党議員の一部からも極左へ迎合するのを民主党は辞めるべきとの批判が表明された。
2022年1月現在、セルフIDで法的性別変更ができる法制度を導入されている国は、デンマーク、ポルトガル、ノルウェー、マルタ、アルゼンチン、アイルランド、ルクセンブルグ、ギリシャ、コスタリカ、ブラジル、コロンビア、エクアドル、ウルグアイである。これらは国レベルで法的性別変更するのに、医者の関与が必要無くなった。メキシコは首都メキシコシティでのみで導入されている。注意点として、デンマークの場合は、法的性別変更後に一定期間の待ち時間を定めており、自認する性別が法的に効力を持つまでに申請から6か月を待つ必要がある。ポルトガルでは、1回目の法的性別の変更時には不要であるが、産まれた時の身体性別に戻す「2回目の性別変更」時には裁判所に行く義務がある。
合衆国、カナダやメキシコなど、連邦制国家として存立している国では、法的な性別の承認は主に行政区画の管轄下にある可能性があるため、州ごとに異なる場合がある。また、以前は不妊手術を条件としていたものの、性自認に基づいた性別変更制度を導入した国も存在する。スウェーデンにおいては、2013年に法改正が行われたことによって性別変更に手術が不要となった。2018年からは2013年以前に性別変更するために不妊手術を受けていた人たちに補償が行われた。

## 各機関による位置付け

### 欧州評議会
2015年4月、欧州評議会議員会議は決議2048（2015）を採択し、その中で「議会は加盟国に対し、自己決定権に基づき、年齢、医療状況、経済状況、警察記録にかかわらず、利用しようとするすべての人が利用可能な迅速かつ透明で利用しやすい手続きを整備すること」を求めた。

### 国際連合人権高等弁務官事務所
2015年、国連人権高等弁務官事務所は、「（性別変更の）承認の前提条件を課すこと――例えば、性別適合手術やその他の医療処置を要件とすること」は「国際人権基準に違反している」とし、そして2018年には、性的指向と性自認に基づく暴力と差別からの保護に関する国連の独立専門家であるビクター・マドリガル＝ボルロスが、「自分の性別を自己決定する権利は、個人の自由の基礎的部分であり、かつ個人のアイデンティティーの礎である」と述べ、国家の義務には「自己決定に基づくなどの法的措置を採用すること及び、未成年者に対し自身の性同一性を認識できるためのアクセス手段を確保すること」が含まれるとしている。

### その他の国際団体や人物
各種トランスジェンダーに関する考えの発端となったジョグジャカルタ原則の起草者の一人で、同性愛者とカミングアウトしているロバート・ウィンテミュート (Robert Wintemute) 博士は、主に欧米で起きている男性器を持ったままの未手術トランス女性が女性専用スペースを利用しようとすること、それを反対することがトランス差別だとされている状況について、草案起草時には「考慮していなかった」と認めている。そして、2021年にウィンテミュート博士は、女性の人権への考慮不足について後悔しているとして、「女性の意見に耳を傾けたことが、私の意見を変える重要な要因となりました」と語っている。彼は、アムネスティ・インターナショナルなどが、女性の人権とトランスジェンダーの人権のどちらかを選ばないといけないケースが存在することを認めることさえも、トランス差別とする見解を批判している。
2014年、アムネスティ・インターナショナルは、"The state decides who I am: Lack of Legal Gender Recognition For Transgender People in Europe" と題した報告書を発表した。報告書の中でアムネスティは、多くのヨーロッパ諸国がステレオタイプなジェンダー規範に基づく法的な性別認定法を持ち、その法律によって「私生活および家庭生活、法の下での承認、到達可能な最高水準の健康、性自認と表現を理由とする差別なしに残酷・非人道的・卑劣な扱いを受けないこと」に対する個人の権利を侵害していると主張した。さらに報告書は、「トランスジェンダーの人々は、性同一性に対する自身の認識に従い、迅速でアクセスしやすく透明性のある手続きを通して、法的に性別が認められるべきである」と主張している。
2019年11月のトランスジェンダー認知週間を記念して、国際的な法律事務所のen:Dentonsが、"Only adults? Good practices in legal gender recognition for youth" を、LGBT+の学生・若者たち組織の国際ネットワークであるen:IGLYOと、トムソン・ロイター財団とともに執筆した。この報告書は、ヨーロッパ数か国における未成年者の法的な性別認定状況を調査したもので、本報告書は「活動家のための強力なツール」であると自負している。また報告書は、国際的な人権基準に基づき、18歳未満の人々は自己申告に基づく法的な性別認定を受ける権利を有するべきだと論じ、また第3の性別を認めること、性別移行に関する医療を公的に利用できるようにすること、性同一性（性自認）に基づく差別は違法であることも主張した。さらに報告書は、これらの国々における法的な性別認定法を改革するキャンペーンを調査し、最も成功した手法が、若い政治家や政党の青年部をターゲットにしたこと、脱病理化と人権の側面からの改革を強調すること、キャンペーンを人間味のあるものとするために個人のストーリーを利用すること、政治プロセスの早期に介入すること、ならびにグループ間の強い協力であったとの主張も調査し、「キャンペーンをより人気のある改革に結びつける」ことを報告書は勧めており、次のように続けている――『特にアイルランドでは、婚姻の平等は強く支持されており、性同一性は国民の支持を得るのがより困難な問題であった。』。そして報告書は、運動家が「個々の政治家に直接働きかけ、報道を最小限にとどめようとした」アイルランドでのケースのように報道沙汰になることを避けることを勧めている。

## 医療的プロセス廃止への賛否

### セルフID賛成
性別変更における医師の関与や医療的プロセスを無くした内容のスコットランドの法案へトランスジェンダーの権利活動家は歓迎したものの、女性専用のサービスやスペース、法的保護に対する影響からイギリス政府は阻止しようとした。イギリスのLGBT団体stonewall ukは「DVシェルターで働く職員からはこれまでにもトランス女性を受け入れてきたことは肯定的に受け止められており、トランスジェンダーを脅威と描くことによってトランス女性が被害にあっても支援を求められないままでいる」との意見を述べている。イギリスのLGBT団体stonewall ukは性別承認法の改正をめぐり、「リスクアセスメントを適切に行えばよく、法律がどうなろうと今後も自分たちのサービスの安全性を守るためにいかなる妥協をすることはない」とする。日本でもDV被害者支援を行なっているNPO法人「全国女性シェルターネット」の共同代表&「性暴力被害者サポートひろしま」の代表を務める北仲千里から「女性たちの安全を守る」ことを“名目”にしてトランスジェンダー女性を排除することはやめてほしいとの意見がある。

### セルフID反対
ニューズウィーク記者のコリン・ジョイスは、セルフIDを推進する「急進的左派」や「進歩的左派」が、女性の安全空間確保や女性スポーツ種目の参加資格を女性に限るべきなどとセルフID反対を表明したフェミニストに対し、「トランスフォビア」「進歩の道を汚そうとする嘘つき」「TERF」などと非難するようになったとした。これを「急進的左派政治家がいかに素早い変わり身で、ちょっと前までの英雄に敵意を向けるかといういい例」と述べている。また、セルフID制度の乱用を懸念していた女性たちの真意は非難され、懸念も否定されてきたが、実際にスコットランド国内でも自己をトランス女性だと主張し、その性自認が自治政府や裁判所から認められたレイプ犯の事案が起きたことで「彼女らの懸念がもっともだったことが示された。」と述べた。

#### J・K・ローリングによるセルフID反対とそれに対する反応
女性の権利擁護運動に積極的にかかわってきた作家のJ・K・ローリングは、女性自認者の女性更衣室使用合法化、女性自認者のDV被害女性保護施設利用化などの「トランスジェンダー改革」へ疑問を表明すると、攻撃を受けるようになった。2023年2月16日にニューヨークタイムズは「In Defense of J.K. Rowling」を掲載し、ローリングに対する「トランス嫌悪」「トランス差別主義者」だと罵倒、著書の撤去、住所晒し、性暴力や殺害の予告を含んだ脅迫行為をおこなう「過激派」を批判し、ローリングへの支持を表明した。また、ローリングはDVシェルターや女性刑務所など女性専用スペースを持つ権利、法的性別の決定にセルフIDでは不適切だと言ってるだけであり、性別不合の存在へ異議を唱えたり、証拠に基づく医療的な手術(性別適合手術)を受けた者への性別移行の法的容認(手術済トランス女性の法的性別変更)へ反対したことは一度もないとし、「トランス差別」の本来の定義に沿った発言をしていないローリングに対するアンチキャンペーンは馬鹿げているだけでなく、サルマン・ラシュディへの刺傷事件のように、作家が悪魔化されたときに起こり得る危険性を説いた。

#### 日本におけるセルフID懸念
2023年5月1日の性別不合当事者の会、白百合の会、平等社会実現の会、女性スペースを守る会の４団体同団体による東京都千代田区の日本記者クラブで開催された記者会見にて、平等社会実現の会代表でもある織田道子は自身の所属する東京強姦救援センターが港区からトランス女性を受け入れないこと、トランス女性を「女性」と表現しなかったことを理由に補助金を打ち切られたことを明らかにしている。

## 日本

### 欧米左派の後追い
性自認に基づく性別変更を可能とする「セルフID制度」の導入、法的性別変更における手術要件の廃止、未手術トランス女性の女子トイレ等の女性専用空間利用や女子スポーツ参加などへの賛否を巡る具体的議論や対立が、日本は欧米ほどには起こっていない。「性同一性障害特例法」では法的に性別変更するには、①十八歳以上であること ②婚姻をしていないこと ③未成年の子がいないこと ④その身体について他の性別に係る身体の性器に係る部分に近似する外観を備えていること ⑤医師から性同一性障害の診断を受けていることを満たす必要がある。「生殖腺がないこと又は生殖腺の機能を永続的に欠く状態にあること」は最高裁で無効となり、④については高裁に審理差し戻しとなっている。「女性から男性への法的性別変更」は2024年の判決を受けて既性別適合手術なしでも可能となったが、「男性から女性への法的性別変更」に際して、「その身体について他の性別に係る身体の性器に係る部分に近似する外観を備えていること」という要件を廃止すべきかどうかで、政党や各議員やメディアにおいて、賛否が分かれている。最高裁判決によって、ある未手術トランス女性の女子トイレ利用が経産省内のトイレでは認められたが、未手術トランス女性全体への女子トイレ利用を認めた判決ではなく、個別に認められたケースとなっている。

#### 性自認先進国における弊害露呈・引き返し
「性自認先進国」とされた欧米では、2023年時点で「性自認」の行き過ぎた尊重による弊害の露呈が、性観念が不安定な子供たちへの対応などから起きたことで見直しを始めている。英国でも2023年に国内唯一の児童ジェンダー医療機関が閉鎖され、未成年への ホルモン治療・外科手術などを中止した。そのため、日本は欧米のジェンダー政策へ追従する必要がないとの指摘がある。日本の女性権利保護団体も「先行してきた欧米は、まさに引き返しているのに今から後追いするのか」と危機感を表明している。海外でも性自認をめぐって社会の分断が生じている。
2024年アメリカ大統領選では、「LGBT」というよりも、「トランスジェンダー」への意見の差異が結果に影響した。トランプ候補は、スポーツに携わる女子選手や選手の父母からは、「女性を守る」姿勢を評価が寄せられたことが、返り咲く勝因の一つになったとの指摘がある。民主党の大統領候補として出馬したカマラ・ハリスの敗北後に、同じ民主党所属のトム・スオッツィ、セス・モールトン下院議員らはニューヨークタイムズで「誰かを差別したいわけではないが、生物学的な男性が女子スポーツに参加すべきではない」「民主党は極左に迎合するのをやめなければならない」と語っている。2025年1月に米紙ニューヨーク・タイムズによる世論調査で、アメリカ国民の79%が「女性を自認するトランスジェンダーの選手は女子スポーツに参加すべきでない」と答えた。更には民主党支持者でさえも67%が反対している。
日本でも、手術済みトランス女性(トランスセクシュアル女性)が、生殖不能要件を「違憲」とした最高裁決定後の記者会見にて「性同一性障害特例法の規定は私たちと社会との『約束』。それを覆す判断は認められない」「手術は、客観的に性別変更の証明が可能なほぼ唯一の手段。それが社会の判断の根底に置かれるべきだ」と憤りと懸念を表明している。

### 法的性別変更に対する手術要件廃止・未手術賛成派
日本では性同一性障害特例法によって、手術要件など全条件を満たした場合のみ法的性別の変更を認めている。しかし、「外観要件」という廃止されると男性器のある「法的女性」、そして「生殖不能要件」が廃止されると女性を妊娠させることが可能な「法的女性」、妊娠や出産が可能な「法的男性」の発生が法で認められる状況になるために強い反対がある。それに対し、賛成派団体を記述する。

#### 日本学術会議
2020年9月23日に日本学術会議は「性同一性障害特例法」を改廃し、国際人権基準に沿った性別記載の変更手続にする提言を発表した。そして、性別適合手術した者へのみ戸籍の性別変更を認めるルールの廃止を主張している。更には自己申告制を採用しても「法的性別を頻繁に変えるケースは生じない」と主張し、法的性別の再変更(出生時の法的性別へ戻すこと)も認めるべきだと表明している。

#### 日本共産党
日本共産党は、2022年参議院選挙の公約で「性同一性障害特例法の性別適合手術を受けていること」という要件の廃止を主張し、『法的にも男性器を備えたままの「性自認女性」という存在が認められる』ということも想定していると記している。

#### 社会民主党
2018年10月12日に、社民党の福島瑞穂党首、新垣邦男・大椿ゆうこ両副党首が性自認の手術要件撤廃を訴える院内集会「トランスジェンダー国会」に参加した。機関紙の社会新報はトランスジェンダー国会では、参加者から法的性別変更における手術要件撤廃要求がされたとし、福島党首は「性自認が大事にされる社会をつくろう」、新垣副党首は「ぜひ皆さんから学ばせていただきたい」と手術要件撤廃を支持した。機関紙の社会新報も社会民主党が「（廃止を訴える人らとの）連帯あいさつを行なった」と報じた。

#### 立憲民主党
2024年には現行法で法的性別変更要件である「外観要件」を削除し、性同一性障害者の定義から、「身体的に他の性別に適合させようとする意志」に係る部分を削除し、医師の診断書の記載事項の例示から「治療の経過及び結果」を削除すること明記したセルフidの改正法案を提出した。

#### BuzzFeed Japan株式会社
2021年5月7日にBuzzFeed Japanも、日本学術会議が提言した「法的性別変更に性別適合手術を義務を廃止すること」について、「国際的な潮流」であると支持し、「自称トランスジェンダーが男性器がついたまま温泉や女性用トイレなどを使い混乱する」と反対する松浦大悟を批判した。

#### 日本弁護士連合会(日弁連)
日弁連は、性別適合手術を受けていない女性自認男性を男子刑務所や男性の拘置所を用いるなど男性待遇したことを「人権侵害」と批判し、自公政権が衆参過半数を占める日本の現状としては、そもそも「性的少数者への差別」を処罰するだけでなく、理解増進法も成立しないのが実情と批判している。

### 法的性別変更に対する手術要件維持派の各主張
- 自由民主党の一部議員は、野党側の要求で「目的」と「基本理念」の部分に「性的指向や性自認を理由とする差別は許されない」と盛り込まれた法律の制定[51][52]、性自認のみで法的性別変更出来る法律(セルフID法)の制定に対して、未手術トランスジェンダー女性(未手術トランス女性)による女性専用空間の利用拒否することも一律に「差別」となるとして、反対姿勢を取っている[36][38][50][51]。超党派の議員立法であった「性的指向及び性自認を理由とする差別は許さない」と規定している「性的指向及び性自認の多様性に関する国民の理解の増進に関する法律案」（「LGBT理解増進法案」）に対して、「差別の内容がわからない」「訴訟が多発する」、「女性自認の身体男性(未手術トランス女性)が女湯など女性専用空間に入ることを認めないことも差別とされてしまう」「(性自認への差別禁止法制定国・地域で)体は男なのに女子トイレに入れろとか、ばかげたことが起きている」となど反対意見を表明した[38][50][36][53]。滝本は、メディアは保守派のみが反対し、超党派の法案である「LGBT理解増進法案」の提出自体が見送られたように報じたが、法案へ反対する女性らが自民党議員らに要請して回ったことが法案が見送られた背景であると語っている[36]。
- 産経新聞は、主観的で曖昧な「性自認」を法的に認める制度が導入されると、女性「自認」しただけの未手術者が、合法的に女性専用のトイレや女性浴場風呂に入れる事態が発生し、女性らへ不安を招くと反対している[54]。
- 弁護士の滝本太郎は「女性」自認する者は未手術者であっても女性として扱われるような法律や条例へ反対し、セルフID制度導入を推進する考えである「トランスジェンダリズム思想」として批判している。そして、自民党が「LGBT理解増進法案」の提出が見送った際にその理由について、かなりのメディアが「自民党の反動勢力が反対した」からだと報じたことを批判し、一般の女性らが「性自認は危うい」と必死に自民党議員らのところを回って直訴したからだと述べている[36]。また「性別は自分で決めることができるという性自認の論理は問題がある」「女性の権利を無視し、安全・安心を脅かしている」とも述べている[54]。
- 法学者の八木秀次は、「LGBT理解増進法案」について、要約すれば女性と自認している身体男性者に女湯等の女性専用空間へ入ることを認めなければ「差別」となる法案として反対し、地方議会における「焼き直し条例法案」も批判している[38]。
- ゲイであることを公表している松浦大悟は医師の関与無しの自己申告で性別変更出来るセルフID制度を導入した海外では、未手術トランス女性が女性専用シャワールームに入ってきたり、女性刑務所で性暴力、女子スポーツに出場して不公平が起きているなど既に問題が起きているため、日本の女性たちが不安の声をあげているのにも関わらず、法的性別変更に性別適合手術を義務とする「性同一性障害特例法を廃止」の廃止を主張した日本学術会議を批判している[55][49][56]。立憲民主党や共産党だけでなく、与党内でも推進する声のあるLGBT法案についても「(LGBTが)かわいそう」だからと性急に制定することでセルフID制度導入国のような問題が起きないように冷静な議論をしてほしいとした[57]。案に盛り込まれていた「(性自認への)差別は許されない」「（差別の定義があいまいで）訴訟が乱発する社会になりかねない」などの規定へ自民党から反対意見が相次いだことを批判するメディアへも、カリフォルニア州など導入地域の事件に触れて、法律が「(LGBTへの)お気持ち主義」で制定されれば、重大な穴が出来てしまうのは明らかであると述べた[57]。

## 各国・各地域の現況
本節では、日本以外の国々におけるジェンダー・セルフIDに対する言説について解説する。スペインやイギリス、ドイツなどではセルフID制度導入が検討されたものの、物議を醸し、導入しないことが決まって廃案となっている。イギリスでは引き続き反対が多数派となっているが、スペインでは再提出されて2023年2月16日に議会で可決された。

### スイス
スイスでは法的性別変更には、申請書類と医学的な証明、長い審査待ち時間が必要だったが、2022年1月1日以降は法的性別変更希望者は、直接役場で「心と身体の性が一致しないため戸籍上の性別を変更したい」と口頭で説明する手続きを済ませれば変えられるようになり、変更者が急増した。手続き費用も数百フランから75フラン(約9400円)までに値下げされている。在外スイス人の場合は、当該国の最寄りのスイス大使館訪問で変更できるようにした。翌2月までに確認された性別変更者は最年少10歳、最年長67歳だった。

### スペイン王国
スペイン王国では法的性別変更には、性別違和だと診断された医療レポートと2年間のホルモン治療のテストなどの要件があった。それらを廃してセルフIDを認める法案は第2次サンチェス内閣の連立政権間の閣内不一致(カタルーニャ社会党(PSE)が棄権)のために2021年5月に否決されたが、同政権下で再提出された。スペイン下院は2023年2月16日、16歳以上は無条件で「行政上の申告」のみ、14歳～16歳未満は保護者の同意、12～14歳未満は裁判所から承認が得られれば、それぞれ性適合手術など医者の関与無しで性別変更を認める法案を可決した。

### ドイツ連邦共和国
第4次メルケル内閣におけるドイツ連邦議会で反対派多数だったため、2021年5月にセルフIDを認める法案は否決されたが、2021年12月8日からショルツ連立政権を構成する緑の党は、親が反対していても14歳以上ならば本人の意思だけで未成年でも性別適合手術許可する法案、出生時性別(身体性別又は手術前性別)基準でトランスジェンダーの人に言及(デッドネーミングなど)した場合、言及者へ2,500 ユーロ (約3,045ドル、約41万円) の罰金を課す法案も提出していた。

### アメリカ合衆国

#### ニューヨーク市
2014年からニューヨーク市では、性別適合手術も氏名変更も不要で、法的性別を変更可能にすることを承認した。緩和法が施行された2015年から2017年3月9日時点以降にニューヨーク市保健当局によると、性適合手術が必要だった時は年20人前後だったが条件緩和後に申請数は急増し、約2年間で性別変更したニューヨーク市民は年齢は5歳から76歳までの累計は731人であった。

#### カリフォルニア州
2021年6月にはセルフID導入地域であるカリフォルニア州では合法であるものの、女性専用更衣室(ミストルーム)の中で6歳の女児が男性生殖器のある未手術トランス女性へ対面させられたことへ抗議した女性らと、それを「トランス差別」と考えるトランス権利活動家が衝突し、負傷者が出たWi spa事件が起きている。セルフID制度で未手術女性自認男性の女性空間利用が法的に認められているため、抗議した女性たちは「差別主義者」と批判され、LGBT人権団体が「差別」への抗議デモを行った。
滝本太郎や八木秀次、産経新聞、松浦大悟といった、日本における法的性別の手術要件撤廃（セルフID制度導入）への反対者は、Wiスパ事件などに触れ、手術要件撤廃された後に未手術トランス女性が女湯等女性専用空間に入ることが日本でも合法とされると懸念している。

#### バージニア州
2021年5月、州内のラウドン郡では、性自認が流動的である「ジェンダーフルイド」でスカートをはいていた高校生による校内女子トイレでの性的暴行事件が起きた。同年8月、ラウドン郡はトランスジェンダーの生徒が学校で自認する性別のトイレを使用できるようにしたが、上記事件と、性自認に基づく女性専用空間利用を認める方針への反発から議論が再燃した。これを受けて、2021年11月のバージニア州知事選では、「トランスジェンダーの女子トイレ利用が争点の一つとなった。性自認に基づいて女性トイレなど女性専用空間利用を認めるかについて、共和党が反対する立場、民主党が賛成する立場を取った。また、人種やジェンダーに関して「学校教育が左傾化しているとされる傾向を阻止する」と主張した共和党候補が勝利する要因の一つになった。さらに、2022年3月の全米大学女子水泳の選手権でペンシルベニア大学に所属するトランスジェンダーのリア・トーマス選手が優勝し、バージニア大学のシスジェンダーの女性選手が2位となったことは州内の保守派のウォーク、ポリティカル・コレクトネス、左派への反発を招く原因となった。

### カナダ
2017年に各州の既存の人権法に合わせる形で、カナダ人権法（連邦法）の改正法案であるBill C-16が可決された。この改正法により、差別・ヘイトから保護される対象として性自認・性表現が新たに追加された。

### 英国(イギリス、グレートブリテン及び北アイルランド連合王国)
2004年に可決された性別認定法の下で、出生時の性別変更するには、18歳以上であること、性別違和である診断の医学的証拠を委員会へ申請すること、最低2年間は希望変更先の性別的に生活していることが義務付けられている。しかし、トランスの一部の人々は、現在の性別変更における医療要件を「押し付けがましく、屈辱的である」と主張し、医療要件の廃止(セルフID制度導入)を要求している。

#### イングランド
イングランドでは、マヤ・フォーステーターが、トランスジェンダーの人々が差別を受けるべきではないという考えを示す一方で、「性別は生まれつきでなく性の自認で決まるという考えの“セルフID”を中心に性別変更を可能にすると、女性の権利が守られなくなる」と発言した。フォーステーターのこの発言は「トランスジェンダー排除を肯定した内容」に当たるとされ、彼女は研究所を解雇された。フォーステーターは同研究所による不当解雇として訴訟を起こしたが、裁判所から「他者の尊厳と安全とを侵害する発言だった」と認定され、敗訴した。J・K・ローリングは、2019年12月に「性別は生まれつきでなく性の自認で決まるという〝セルフID〟を中心に性別変更を可能にすると女性の権利が守られなくなる」と表明し、フォーステーターを擁護したことで「TERF」（トランス排除的ラディカルフェミニスト）と糾弾され、トランスジェンダー人権活動家からTwitter上で殺害予告など脅迫を受けている。イギリス政府はセルフID法案を検討段階で廃し、医師の関与義務を残した上で「性別認定証明書」の申請代を削減することに決めている。

#### スコットランド

##### セルフID法案の推進とトランス女性となった強姦犯
スコットランドでは、ニコラ・スタージョン（スコットランド国民党）率いる 自治政府により「トランスジェンダー権利擁護のため」として、16歳以降なら医師の関与不要で性別変更できるセルフID法案を推進中であったが、法案推進中の2016年と2019年にスコットランド国内で2人の女性をレイプしたアダム・グレアムが、2020年の起訴後の裁判中にトランス女性であると主張しだした。アダムは「4歳の頃から自分がトランスジェンダーだと気づいていたが、29歳になるまで性別を変更しようとは考えていなかった」と自身がトランス女性であったと主張して、「アイラ・ブライソン」と改名した。改名後には、陪審員に対して「アダム・グラハム」は「デッドネーム（死んだ名前）」だと述べている。「アダム・グラハム」と呼ぶことは「アイラ」の性自認を拒否・否定するトランスフォビア的なヘイトスピーチであるデッドネーミング行為であるため、「レイプされた女性たち、その弁護士ら」のみが、加害者「アイラ」を「彼女」や変更後の名前で呼ぶ義務を特別に免除され、裁判中は「アイラ」を「彼」や以前の名前である「アダム」と呼ぶことを許可された。
ニューズウィークのコリン・ジョイス記者は、法案を推進していたスコットランド自治政府は自身を「思いやりある未来志向の政府」であり、同法案へ反対しているイギリス政府を「非情で保守的な存在」であるかのように喧伝していたと述べている。　

##### セルフID法案の可決・暴力加害者の性別変更禁止修正案の否決
2022年12月、スコットランド議会はトランスジェンダーのためとして、16歳以上ならば性別変更の際の医師の診断書を不要とし、法的性別の変更手続きを簡易化する法案(「ジェンダー認定法案」)は可決させたものの、提案された同法案への暴力事件加害者の性別変更禁止の修正条項追記は否決した。イギリス政府は2023年1月にスコットランド自治政府への拒否権を発動し、法制化を差し止めた。

##### 女子刑務所での服役・批判後の男子刑務所への移送
2023年1月24日の女性二人へのレイプで有罪判決後(量刑判決は同年2月中予定)に「アイラ」は「トランス女性」であるため、コーントン ベール女性刑務所に送られた。スコットランド地域から選出されたイギリス議会人権合同委員会委員長ジョアンナ・チェリー議員(スコットランド国民党)は、「有罪評決を受けたこのレイプ犯人は、同情を集めて女子刑務所に入るために制度を悪用した――多くの人の目には、そう映るだろう」と反対意見を述べた。女性活動家、英議会の政治家、国際連合当局者から女性受刑者の身に危険が及ぶ可能性があるとの非難がなされた。党内の一部、国内外から批判受けて、スコットランド自治政府のニコラ・スタージョン首相は一転して、「アイラ」か女子刑務所に服役することを認めないと発表し、1月末に男子刑務所へ移送した。
セルフID制度を推進してきたスタージョン首相は上記の強姦犯を「彼女」「彼女」と何度も女性であるとした。スコットランド保守党のレイチェル・ハミルトン平等担当スポークスウーマンは、「二度の強姦犯を「彼女」と呼ぶことで、強姦被害者の本当の気持ちを裏切った」と批判した。

##### セルフID推進派のスタージョン首相の辞任
スタージョンは2014年11月から女性初のスコットランド自治政府首相として歴代最長期間在任、同月からスコットランド民族党（SNP）の党首も8年以上兼務し、スコットランド政界で「一強」と言われる人物であったが、2023年2月15日に自治政府首相職だけでなく、SNP党首職も辞任することを表明した。セルフID推進によって、スタージョンは自身の政治キャリアだけでなく、同様に推進してきた「（英国からの）スコットランド独立」も打撃を受けた。
辞任の背景について、ニューズウィーク記者のコリン・ジョイスはセルフID法案推進が決定打になったとしている。ジョイスによれば、同法案はイデオロギー的で、「自己申告」での性別変更を合法化することで起こり得る数々の問題から「目を背けている」との批判を受けていた。東京新聞も、「ジェンダー認定法案」を可決したこと、複数の女性に強制性交後にトランスジェンダーであると主張した被告を女性刑務所に収監したことだと報じている。